# タキシード銀
『タキシード銀』（タキシードぎん）は、松浦聡彦による漫画作品。小学館『週刊少年サンデー』1997年15号から2000年7号まで連載されていたラブコメディである。単行本は週刊少年サンデーコミックスから全15巻で出版された。

## ストーリー
高校生ボクサー・草薙銀次は、バイク通学中に道に飛び出してきた猫とそれを助けようとした女子高生・佐瀬保美奈子を避けようとして派手に転ぶが、これが縁で互いに一目惚れする。しかし、彼女が超お嬢様学校・白川女学園の生徒である事を知り気後れするが、食事亭『かおる』の看板娘と意外に庶民的である事を知り安心、交際を決意する。しかし、その初デートの前日に、叩き潰した不良グループの策略で事故を起こし川に転落、不慮の事故で体から魂が抜けてしまい浮遊霊になってしまう。
ところが、実は死ぬ予定ではなかったにもかかわらず霊化してしまった為に霊界の規則で問題となり、一時的に人間以外の動物（人間の場合は魚類以上、哺乳類以下）として天寿を全うしないと甦られないと言われてしまう（ただし、成功率は限りなくゼロに近い）。銀次は美奈子への思いから彼女が好きだというペンギンに転生を決意。人生ならぬ「ペンギン生」を送ることとなったが、人間としての意識を持ちながらペンギンとしてしか生きられない状況に荒れ、生後6ヶ月もしないうちに水族館のアデリーペンギンの群れを締めボスになる始末。天才ペンギンとして名を馳せた同じ群れのマイクを舎弟にするも満たされず、遂には水族館を脱走する。
その頃、美奈子は行方不明の銀次に思いを寄せながら日々を過ごしていた。この美奈子にペンギンの銀次は拾われて「ギンちゃん」と名付けられ、ペットとして飼われることに。但し、銀次がギンちゃんとして転生していることがバレないようにするという条件付き。こうして奇妙な同居生活が始まる事になる。

## 登場キャラクター

### 人間
草薙銀次（くさなぎ ぎんじ）
声 - 古谷徹（サンデーCM劇場）
本作の主人公。入江高校に通う17歳の高校生にしてプロボクサー。一目惚れした美奈子との初デートに向かう途中にバイクを転倒させられるが、怪しい天使に助けられて浮遊霊となった。もう一度人間としてやり直すため、その天使によってアデリーペンギンに転生。その後、いろいろあって美奈子のペットとして飼われる事になった。名前は「ペンギン」の「ギン」から取って「ギンちゃん」。ネクタイと絆創膏が付いている為に一目で分かる。性格は荒いが純情硬派で情に熱く、怒れば相手を徹底的に痛めつけることもある。ただ、恋愛には不器用。沢山の芸を持ち、子分を従える。初期の頃は、美奈子の飼い猫である信之助に何度か喰われかけている。人間の頃からカナヅチだったが、ペンギンになって溺れてから巧みに泳げるようになった。必殺技は電撃アッパーと子分ペンギンらによる集団乱闘。
佐瀬保美奈子（させぼ みなこ）
本作のヒロイン。銀次が一目惚れした女子高生で、近隣でも有名な超お嬢様学校・白川女学園に通う。行方不明となった銀次を健気に待ち続けている。ペンギンになった銀次を彼とは知らずに飼う動物好きな面があり、他に信之助という猫を飼っている。高校生ながら結構酒豪で、知らなかったとはいえ度数の高い酒を飲みながら一向に酔わなかったり…但し酔う時は一気に酔う。尚、酒癖の悪さは父親譲り。母は既に他界しており、父親と一緒に食事亭『かおる』を切り盛りしている。
近藤武蔵（こんどう むさし）
人間の時の銀次の喧嘩友達で、美奈子の従兄妹。銀次とは『近銀（キンギン）コンビ』として付近の不良から怖れられている。空手部で、銀次と同様に地元では恐れられている。軟派な性分で女性との交友が広いことを除けば銀次とよく似た性格で、初めて出会った時も無言でいきなりメンチ切り合ったり同時に殴り合ってダブルノックアウトしていたが、単純快活な思考回路が全く同じであったことからいきなり打ち解けあい友情を誓い合う仲となった。
天使
見かけは僧侶だが天使の輪と翼を持つ、和洋折衷な姿をしている。主に美奈子への想いによる意志の力で運命を簡単に変えてしまう銀次に興味を持っており、たまに現れては助言をしている。
綾乃小路彦麿（あやのこうじ ひこまろ）
美奈子を気に入っている金持ちの息子。スケベな性分を隠して爽やか好青年を演じているが、時に自分の策略の余りの卑劣さに気付いて自ら傷付くことも。幼い頃に大好きだった使用人に裏切られたと思い人間不信に陥ったが、彼を傷付けないための方便と誤解であったことが明らかになり、人間不信は治った。しかしスケベな性分は相変わらずらしい。
川崎（かわさき）
空手部で武蔵の後輩。趣味はカメラとミスコン。
安田（やすだ）
同じく空手部で武蔵の後輩。不運な男。
よっちゃん
美奈子の友達。気は強いが恋愛に関しては奥手な一面も。普段軟派な武蔵が真面目に練習している姿に惚れてしまう。
伊集院すみれ（いじゅういん すみれ）
同じく美奈子の友達。眼鏡っ子だが、眼鏡を外して化粧をすると大人っぽくなる。
親父　（美奈子の父）
「お食事処　かおる」の主人で典型的な頑固親父。その性格からか美奈子の事を何よりも大事にしているがやはり酔うと美奈子と一緒に風呂に入ろうとするギンちゃんに暴行することも。だが優しい一面もある。店の名前は他界した妻、「かおる」を店の名前にしたようだ。趣味は妻と同じで釣り。
佐瀬保浩（させぼ　こう）
美奈子の親戚の男の子。両親が海外に転勤するために佐瀬保家であずかる事になる。子供であることを最大限に利用してスケベな行動をとるエロガキで、美奈子に好意を寄せている。
黒先（くろさき）
轟高校のOBであり、先述の不良グループのリーダーでもある男。極悪非道な性格であり銀次を死に追いやったり、美奈子を誘拐し襲おうとする。移動にはハーレーとシボレー・アストロを使用しているためか当初は銀次らにはハーレー野郎と呼ばれていた。こうした悪事を犯したため一時期、服役していたが、刑務所から出所して腹いせにまたしても美奈子を誘拐する。

### 動物
マイク
アデリーペンギンのオス。ペンギンの銀次の子分で、銀次を「ボス」と慕うが、銀次に殴られる事が多い。蝶ネクタイの他、肩からバッグをかけている事もある。水族館のショーに出ているため芸が上手い。銀次に字の書き方を教える際にスパルタ先生と化していた。物の意味を読者に説明する事がある。最終回において、本来の生きるべき場所である南極に到着する。「…なんだな。」が口癖。
リンダ
アデリーペンギンのメス。ショー用にピンク色に染めているのが特徴。ギン（銀次）を愛するが故に、美奈子を憎んでおり彼と美奈子の恋路を邪魔しようとする。結構無茶な性分で思い通りに行かないと癇癪を起こして暴れる。
ナナちゃん
セイウチのメス。プライドが高く、バケモノ呼ばわりするなど傷つける事を言うと殴られる。銀次が好きで「ギンさま」と呼んでおり、彼を見ると暴走してしまう。双子の子供（ハッちゃんとキューちゃん）もおり、やはり母親譲りの怪力の持ち主である。
ミサコ
白いミサゴのメス。ホテル建設のために巣を駆除しようとする人間を襲う。そのため、命を狙われるがギンに助けられる。実は元人間で名前は田中ミサコ（24歳）。子供が巣立って以降はギンの良き相談役である。
玄五郎
コアラのオス。通称ゲンさん（ちゃん）。突如ギンの前に現れた元人間。佐瀬保浩と比肩するくらいのエロコアラである。

## 特記事項
- 2011年8月、ハリウッド映画化されるとの報道があった[1][2]。当時の報道によれば、タイトルは『TUX』で制作はディズニー、製作総指揮と脚本をロバート・ベン・ガラント（英語版）が担当するとされていた[1][2]。

## コミックス
1. 1997年9月18日刊行　ISBN 4-09-125291-5
2. 1997年12月10日刊行　ISBN 4-09-125292-3
3. 1998年2月18日刊行　ISBN 4-09-125293-1
4. 1998年4月18日刊行　ISBN 4-09-125294-X
5. 1998年6月18日刊行　ISBN 4-09-125295-8
6. 1998年9月18日刊行　ISBN 4-09-125296-6
7. 1998年11月18日刊行　ISBN 4-09-125297-4
8. 1999年2月18日刊行　ISBN 4-09-125298-2
9. 1999年4月17日刊行　ISBN 4-09-125299-0
10. 1999年6月16日刊行　ISBN 4-09-125300-8
11. 1999年8月7日刊行　ISBN 4-09-125301-6
12. 1999年10月18日刊行　ISBN 4-09-125302-4
13. 2000年1月18日刊行　ISBN 4-09-125303-2
14. 2000年3月18日刊行　ISBN 4-09-125304-0
15. 2000年4月18日刊行　ISBN 4-09-125305-9